# 立花愛子
立花 愛子（たちばな あいこ、1963年8月17日 - ）は、日本の元女優。東京都出身。本名、増田恵美。旧芸名は増田 めぐみ、増田恵美。かつて東映俳優センターに所属していた。

## 来歴・人物
東京都立代々木高等学校卒業。
姉がいる。得意なことは乗馬。

## 出演作品

### テレビドラマ
- ふしぎ犬トントン 第8話「にせもの ほんもの」（1978年、CX / 国際放映） - 少女
- 優しい時代（1978年、NHK総合テレビ 土曜ドラマ）[1]
- 俺はあばれはっちゃく 第42話「呪われた桜間家マルヒ作戦」（1979年、ANB / 国際放映）
- 西部警察 (PART1) 第24話「獅子に怒りを!!」（1980年、ANB / 石原プロ）
- ぼくら野球探偵団 第14話「珍ロボット ウルトラ28号の秘密」（1980年、12ch / 円谷プロ） - アヤメ
- 日立スペシャル / 曠野のアリア（1980年、TBS）
- 東芝日曜劇場 / 小ぬか雨（1980年、TBS）
- スーパー戦隊シリーズ（ANB / 東映）
  - 電子戦隊デンジマン 第47話「朝日に消えた人魚」（1980年） - 人魚姫
  - 太陽戦隊サンバルカン 第7話「野獣バッターと涙」（1981年） - 千恵子
  - 超電子バイオマン 第30話「最強カンスの魔剣」（1984年） - 国友明子
- 宇宙刑事シリーズ（ANB / 東映） - 星野月子
  - 宇宙刑事ギャバン 第11話「父は生きているのか? 謎のSOS信号」 - 第44話「ドンホラーの首」（1982年 - 1983年）
  - 宇宙刑事シャリバン 第15話「海鳴りの仕掛島」、第34話「総毛立つ幽鬼は死霊界への案内人」（1983年）
  - 宇宙刑事シャイダー（1985年）
    - 第44話「吹き荒れる大侵略」
    - 第45話「火を吐く黄金巨像」
    - 第47話「一万二千年の暗黒」
    - 第48話「正義・友情・愛」
- 土曜ワイド劇場 / 西村京太郎トラベルミステリー 第3作「あずさ3号殺人事件」（1983年、ANB / 東映）
- 日立テレビシティ / ランドセルと目玉焼き（1983年、TBS / 東映）
- 時代劇スペシャル / 御用牙（1984年、CX / 東映）[1]
- 暴れん坊将軍II 第53話「春に切ない夢芝居!」（1984年、CX / 東映） - おつる
- 特捜最前線（1984年、ANB / 東映）
  - 第357話「OL・疑惑の完全犯罪!」
  - 第374話「真夜中の殺人エレベーター!」
  - 第396話「万引少女の告白!」
- 太陽にほえろ!（NTV / 東宝）
  - 第578話「一係皆殺し!」（1983年） - 七曲署交通課婦警
  - 第606話「マミーの挑戦」（1984年） - 瀬川忍
- 長七郎江戸日記 第1シリーズ 第33話「影討ち」（1984年、NTV / ユニオン映画） - 信乃
- 火曜スーパーワイド / ナオコ、さんまの結婚式ララバイ（1989年、ABC / にっかつ撮影所）

### 映画
- 伊賀野カバ丸（1983年8月6日公開、東映） - 小寺洋子
- Wの悲劇（1984年12月15日公開、角川春樹事務所、東映） - 練習生